# سوگندگون (سرده)
سوگندگون، سوگندنما (نام علمی: Saussurea) نام یک سرده از تیره کاسنیان است.